# James Hadley Chase
James Hadley Chase (* 26. Dezember 1906 in London; † 6. Februar 1985 in Corseaux, Kanton Waadt; eigentlich René Brabazon Raymond) war ein britischer Thriller-Autor.

## Leben
Chase wurde als Sohn eines Armeeoffiziers geboren. Er wurde in der King's School, Rochester, Kent erzogen. Mit achtzehn Jahren ging er von daheim fort und arbeitete in unterschiedlichen Jobs. Im Jahr 1938 wurde er von der Lektüre von James M. Cains The Postman Always Rings Twice beeinflusst und schrieb innerhalb weniger Wochen den Thriller-Roman No Orchids for Miss Blandish. Das 1939 veröffentlichte Buch wurde ein Bestseller. Während des Zweiten Weltkrieges diente er in der Royal Air Force und brachte es bis zum Geschwaderführer.
Im Laufe seines Lebens schrieb James Hadley Chase 96 weitere Romane. Die meisten von ihnen sind temporeiche Gangstergeschichten, die in den USA spielen. Das Wissen über die USA eignete sich James Hadley Chase durch die Lektüre von Sachbüchern über das Land an und besuchte nur bei zwei Gelegenheiten Miami und New Orleans. Sehr viele der Romane von James Hadley Chase wurden verfilmt.
Er war über fünfzig Jahre mit seiner Frau Sylvia verheiratet, mit der er einen Sohn hatte.

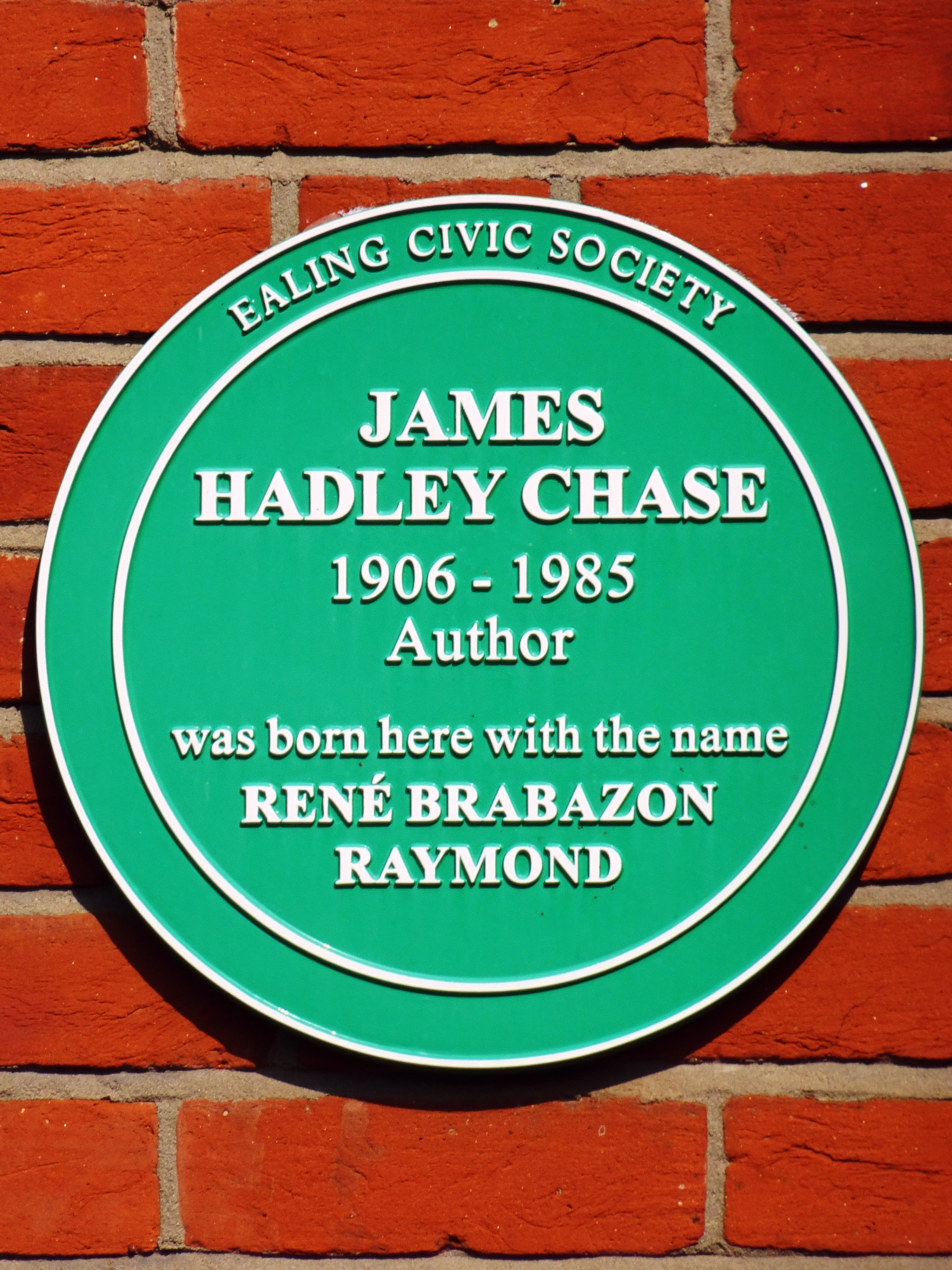
Ealing Civic Society, Gruntafel von James Hadley Chase in London, 2015

## Romane
- 1939: No Orchids for Miss Blandish - Keine Orchideen für Miss Blandish
- 1939: The Dead Stay Dumb - Rollendes Dynamit
- 1939: He Won't Need it now - Bedarf gedeckt
- 1940: Twelve Chinks and a Woman - Die anderen sind tot ...
- 1940: Lady, here's your Wreath - Ein Ticket für die Todeszelle (= Nach Mitternacht)
- 1941: Get a Load of this
- 1941: Miss Callaghan comes to Grief - Miss Callaghan muß Trauer tragen
- 1944: Miss Shumway Waves a Wand - Blondine unter Banditen (= Wilder Zauber)
- 1944: Just the Way it is - Hallo, is da jemand?
- 1945: Eve - Eva
- 1946: I'll get You for This - Ein Schlummertrunk vom Boss (= Der Sarg mit dem doppelten Boden)
- 1946: Blonde's Requiem
- 1946: Make the Corpse Walk - Leichen sind lästig
- 1946: Last Page
- 1946: More Deadly than the Male - Satan in Satin
- 1947: No Business of Mine - Nicht mein Bier
- 1948: The Flesh of the Orchid - Das Fleisch der Orchidee (= Die Erbschaft der Carol Blandish = Ein Grab voll roter Orchideen)
- 1949: You never know with Women - Make-up für eine Somnabule
- 1948: Trusted like a Fox
- 1949: The Paw in the Bottle - Ein Hauch von Gewalt
- 1949: You're Lonely when You're Dead - Tote Sind Einsam
- 1950: Figure it out for Yourself - Jeff Barratts Ratten
- 1950: Lay here among the Lilies - Die Katze im Sack
- 1950: Mallory - Gesucht wird: Mallory
- 1951: In a Vain Shadow - Sareks Sore
- 1951: But a Short Time to Live - Ein Grab für zwei
- 1951: Why Pick on me - Der Ring der Bogenschützen
- 1951: Strictly for Cash - Geld stinkt nicht
- 1952: The fast Buck - Er schwieg bis zuletzt
- 1952: The Double Shuffle - Millionentanz (= Strich durch die Rechnung)
- 1952: The Wary Transgressor - Der scharlachrote Mund
- 1953: The Things Men do - Der Mann mit dem blauen Gesicht
- 1953: This Way for a Shroud - Der Schlächter von Dead End
- 1953: I'll bury my Dead - Auge um Auge
- 1954: The Sucker Punch - Alibi auf Tonband
- 1954: Mission to Venice - Mord am Canale Grande
- 1954: Tiger by the Tail - Stier bei den Hörnern
- 1954: Safer Dead - Tote Reden nicht
- 1955: You've got it Coming - Zu hoch hinaus
- 1955: Mission to Siena - Zahl oder stirb
- 1955: The Pickup
- 1955: Ruthless
- 1956: You find Him - Die Kanaille
- 1956: There's always a Price Tag - Man muss für alles zahlen
- 1957: The Guilty are Afraid - Nur Streichhölzer (= Ängstlich sind die Schuldigen)
- 1957: Never trust a Women
- 1958: Hit and Run - Dame mit beschränkter Haftung
- 1958: Not Safe to be Free - Gemeingefährlich
- 1959: Shock Treatment - Plötzlich und unerwartet
- 1959: The World in my Pocket - An einem Freitag um halb Zwölf
- 1960: What's better than Money - Was ist besser als Geld ?
- 1960: Come Easy - Go Easy - Rasthaus des Teufels
- 1961: Just another Sucker - Dumme sterben nicht aus
- 1961: A Lotus for Miss Quon - Lotosblüten für Miss Quon
- 1962: I would rather stay Poor - Lohngelder für Pittsville
- 1962: A Coffin from Hong Kong - Ein Sarg aus Hongkong
- 1963: Tell it to the Birds - Keine Versicherung gegen Mord
- 1963: On bright Summer Morning - Kein Tag wie jeder andere
- 1964: The Soft Centre - Wenn der Film reißt
- 1965: The Way the Cookie Crumbles - Der Mini-Killer
- 1965: This is for Real - Nach Gebrauch vernichten
- 1966: Cade - Cade
- 1966: You have yourself a deal - Schwarze Perle aus Peking
- 1967: Well now, my Pretty - Es tut nicht weh, Baby
- 1967: Have this one on Me - Einmal Prag und zurück
- 1968: An Ear to the Ground - Brillanten für die Bestie
- 1968: Believed Violent - Die Todespille
- 1969: The Vulture is a patient Bird - Geier sind geduldig
- 1969: The Whiff of Money - Süßes Parfüm Gold
- 1970: There's a Hippie on the Highway - Jacht der Toten
- 1970: Like a Hole in the Head - Nett wie ein Loch im Kopf
- 1971: Want to Stay Alive? - Falls Sie ihr Leben lieben ...
- 1971: An Ace up my Sleeve - Noch ein As im Ärmel
- 1972: Just a Matter of Time - Gut geplant ist halb gemordet
- 1973: You're dead without Money
- 1973: Knock, knock! Who's there? - Der Tod klopft an die Tür
- 1973: Have a Change of Scene - Tödlicher Tapetenwechsel
- 1974: Three of Spades
- 1974: So what happens to Me? - Absturz im Paradies
- 1974: Goldfish have no Hiding Place - Wo soll ein Goldfisch sich verstecken?
- 1975: The Joker in the Pack
- 1975: Believe this, You'll believe Anything - Hurrikan der Leidenschaften
- 1976: Do me a Favour - Drop Dead - Sei so gut und stirb
- 1977: I hold the four Aces - Vier Asse Auf Einmal
- 1977: My Laugh comes last
- 1977: Meet Mark Girland
- 1978: Consider Yourself Dead - Gleich bist du eine Leiche
- 1979: A Can of Worms - Einmal zuviel geheiratet
- 1979: You must be Kidding - Einen Kopf kürzer
- 1980: You can say that again - Ein Double für die Falle
- 1980: Try this one for Size - Trau keinem Schurken
- 1981: Hand me a Fig-Leaf - Was steckt hinterm Feigenblatt?
- 1982: Have a nice Night - Schöner Abend für Ganoven
- 1982: We'll share a double Funeral - Jagt den Killer
- 1983: Not my Thing - Mach mir den Pelz nicht nass
- 1984: Hit them where it Hurts - Zahltag
- 1984: Meet Helga Rolfe

## Verfilmungen
- 1951: Geheimdienst schlägt zu (I’ll Get You for This)
- 1952: Erpresserin (The last page)
- 1956: Der Mann im Regenmantel (L’homme à l’imperméable) - Vorlage: „Tiger by the Tail“
- 1957: Hinter blinden Scheiben (Méfiez-vous, fillettes)
- 1957: Im Rausch der Sinne (Une manche et la belle)
- 1958: Der blonde Skorpion (Ça n’arrive qu’aux vivants) - Vorlage: „The Things Men Do“
- 1958: In die Falle gelockt (Delit de fuite)
- 1959: Die Kanaille (Les canailles)
- 1961: An einem Freitag um halb zwölf…
- 1962: Eva
- 1963: Mord am Canale Grande (Voir Venise … et crever)
- 1963: Rasthaus des Teufels (Chaire de poule)
- 1964: Wartezimmer zum Jenseits
- 1964: An einem heißen Sommermorgen (Par un beau matin d’été)
- 1964: Ein Sarg aus Hongkong
- 1965: Die Katze im Sack
- 1966: Die Blonde von Peking (Blonde de Pekin) - Vorlage: „You Have Yourself a Deal“
- 1966: Lotosblüten für Miss Quon
- 1966: Mord im Grand Hotel
- 1967: Die Nacht der Generale (The Night of the Generals) - Vorlage: „The Wary Transgressor“
- 1968: Die kleine Brave (La petite vertu)
- 1970: Die Grissom Bande (The Grissom Gang) - Vorlage: „No Orchids For Miss Blandish“
- 1970: Ticky - Eine Nummer zu klein (Trop petit mon ami)
- 1972: Nur eine Frage der Zeit (Pas folle la guêpe)
- 1974: Das Fleisch der Orchidee (La chair de l’orchidée)
- 1974: Lohngelder für Pittsville
- 1975: Frankensteins Spukschloß
- 1985: Tödliche Sucht (Hit and run)
- 1988: Trau keinem Schurken (Try this one for size)
- 1989: Der Nizza-Coup (Passez une bonne nuit)
- 1989: Mörderische Rache (Want to stay alive)
- 1990: Ein Mann weiß zuviel (Présumé dangereux)
- 1994: The Set Up - Die Falle (The Set up)
- 1995: Wilder Zauber
- 1998: Palmetto – Dumme sterben nicht aus - Vorlage: Roman „Just Another Sucker“
- 2018: Eva